# Jamrat El Ma
Jamrat El Ma (arabe : جمرة الماء), « braise de la mer » en français, est la période de l'année correspondant, selon le calendrier berbère utilisé traditionnellement pour les récoltes, au 27 février. Elle est connue pour être marquée par une augmentation de la température de la mer et des rivières.